# Albert Downing

a Compétitions nationales et continentales officielles uniquement.

b Matchs officiels uniquement.
Dernière mise à jour le 16/06/17.
Albert Joseph "Doolan" Downing, né le 12 juillet 1886 à Napier (Nouvelle-Zélande) et mort le 8 août 1915 au cours de la Première Guerre mondiale lors de bataille de Gallipoli (Empire ottoman), est un joueur de rugby à XV qui a joué avec l'équipe de Nouvelle-Zélande, évoluant au poste de deuxième ligne.

## Carrière
Il a joué pour la province de Hawke's Bay et celle d'Auckland. Il est sélectionné avec l'équipe de Nouvelle-Zélande en 1913 et participe à une tournée aux États-Unis. En 1914, il est en tournée en Australie, lorsque débute la Première Guerre mondiale. Il s'engage alors dans l'armée et est incorporé dans la division néo-zélandaise de l'ANZAC. Il est tué le 8 août 1915 lors de bataille de Gallipoli. Il est le premier des 13 All Blacks qui perdront la vie au cours du conflit. Henry Dewar, coéquipier lors de la tournée de 1913, sera tué le lendemain lors de cette bataille.

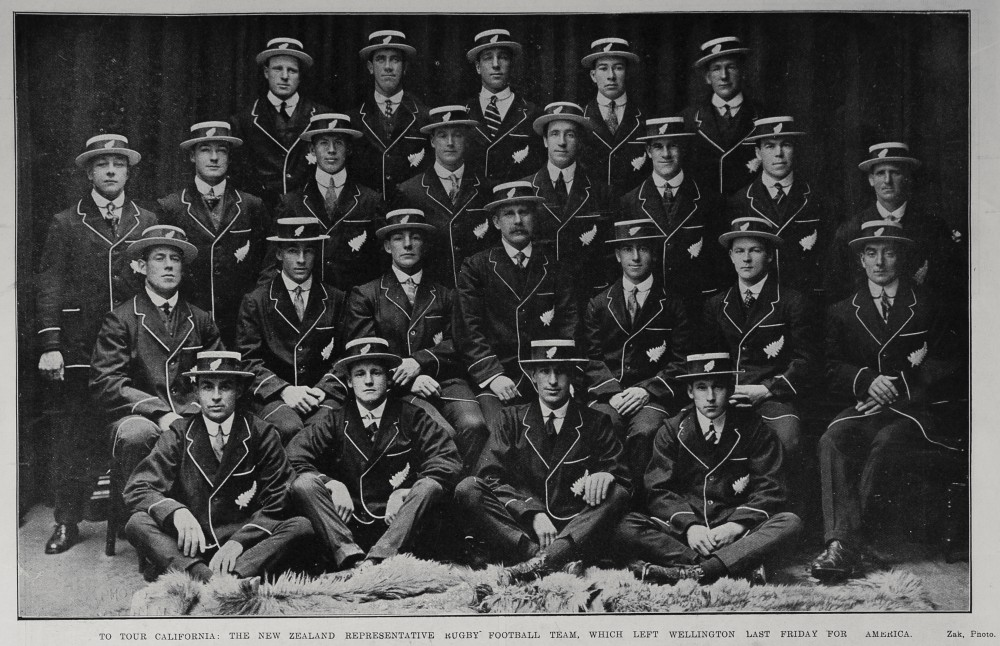
L'équipe de Nouvelle-Zélande avant leur départ pour les États-Unis en 1913. Downing se situe au milieu du dernier rang.

## Palmarès

### En équipe nationale
- 5 sélections avec l'Équipe de Nouvelle-Zélande de rugby à XV
- Sélection par année : 2 en 1913, 3 en 1914
- Nombre total de matchs avec les All Blacks : 26